# Павловський Леонід Вікторович
Леонід Вікторович Павловський (*29 травня 1949) — радянський спортсмен, хокеїст на траві, завоював бронзову медаль зі своєю збірною на літніх Олімпійських ігор в Москві 1980 року.
Бронзовий призер Олімпійських ігор-80 з хокею на траві. Володар Кубка Європейських чемпіонів 1975 року (хокей з м'ячем), переможець Кубка світу в Малайзії в 1981 р. Як тренер — восьмикратний чемпіон Росії.
Перший майстер спорту СРСР в Свердловській області, майстер спорту СРСР міжнародного класу, заслужений тренер Росії з хокею на траві (Єкатеринбург, СК «Маяк»). Багаторазовий призер Чемпіонатів СРСР і Росії — срібний і бронзовий. Володар Кубка СРСР і Росії. Двічі фіналіст Кубка Європейських Чемпіонів. Нагороджений почесним знаком «За заслуги в розвитку олімпійського руху».